# 공군항공과학고등학교
공군항공과학고등학교(空軍航空科學高等學校)는 대한민국 경상남도 진주시 금산면 송백리에 있는 국립 고등학교이다.

## 학교 연혁
- 1969년 3월: 공군 간부학교 창설(대전 기술교육단)
- 1969년 5월: 제1기 공군 간부 후보생 입교
- 1970년 12월: 공군기술고등학교 설치법 공포(법률 제2262호)
- 1971년 2월: 공군기술고등학교로 개칭
- 1972년 2월: 제1기생 졸업 및 임관
- 1988년 7월: 현 진주기지로 이전
- 2006년 6월: 공군항공과학고등학교로 개칭
- 2008년 3월: 제40기 최초 여학생 15명 입학
- 2011년 2월 : 제40기 졸업 및 임관
- 2011년 3월: 항공 전자분야 마이스터 高 지정
- 2012년 3월: 항공기술 분야 마이스터고 개교
- 2016년 2월 : 제45기생 졸업 및 임관
- 2018년 2월: 제47기 졸업 및 임관
- 2020년 2월: 제49기 졸업 및 임관 (총 졸업생 10,347명)
- 2021년 3월: 제53기 신입생 150명 입학(여 15명)
- 2022년 3월: 제54기 신입생 150명 입학(여 15명)
- 2024년 3월: 제56기 신입생 150명 입학(여 45명)

## 설치 학과
- 항공통제과
- 정보통신과
- 항공전자과
- 항공기계과

## 같이 보기
- 대한민국 국군
- 대한민국 육군
- 대한민국 해군
- 대한민국 공군
- 대한민국 해병대
- 대한민국 육군사관학교
- 대한민국 해군사관학교
- 대한민국 공군사관학교
- 육군3사관학교
- 국군간호사관학교
- 공군교육사령부
- 국방대학교
- 육군부사관학교
- 마이스터고등학교